# Ranunculus regelianus
Ranunculus regelianus Ovcz. – gatunek rośliny z rodziny jaskrowatych (Ranunculaceae Juss.). Występuje naturalnie w Kazachstanie oraz Chinach (w północno-zachodniej części regionu autonomicznego Sinciang).

## Morfologia
PokrójBylina o owłosionych pędach. Dorasta do 15–25 cm wysokości. Korzenie są bulwiaste.
LiścieSą pierzaste. W zarysie mają kształt od owalnego do romboidalnego. Mierzą 1,5–5 cm długości oraz 1–4 cm szerokości. Są lekko owłosione. Ogonek liściowy jest owłosiony i ma 2–4 cm długości.
KwiatySą pojedyncze. Pojawiają się na szczytach pędów. Mają żółtą barwę. Dorastają do 16–25 mm średnicy. Mają 5 owalnych działek kielicha, które dorastają do 5–7 mm długości. Mają 5 odwrotnie owalnym płatków o długości 8–15 mm.

## Biologia i ekologia
Rośnie na łąkach i brzegach rzek. Występuje na wysokości od 700 do 1100 m n.p.m. Kwitnie od kwietnia do maja.